# Krzyż Kombatanta
Krzyż Kombatanta (fr. Croix du combattant) – francuskie odznaczenie wojenne.

## Historia
W dniu 19 grudnia 1926 we Francji uchwalono Kartę Kombatanta (fr. La carte du combattant) określającą prawa weteranów I wojny światowej oraz wcześniejszych konfliktów zbrojnych, w których uczestniczyli żołnierze francuscy. Trzy lata później 28 czerwca 1926 roku dekretem prezydenta Francji ustanowiono odznaczenie dla ich wyróżnienia – Krzyż Kombatantów (fr. Croix du combattant), przy czym odznaczenie to mogły otrzymać osoby żyjące i mające obywatelstwo francuskie.
Po zawieszeniu broni z Niemcami wobec klęski w kampanii francuskiej, w powstałym Państwie Francuskim w dniu 28 marca 1941 dekretem ustanowiono identyczne odznaczenie, które było nadawane kombatantom – uczestnikom walk na terenie Francji w okresie od 2 września 1939 do 22 czerwca 1940 roku. Odznaczenie to różniło się od wzoru z 1930 roku rysunkiem na rewersie oraz zastosowaną wstążką orderową. W 1944 roku zarządzeniem kierownictwa Wolnej Francji z dnia 17 lutego 1944 roku zakazano jego noszenia.
Po zakończeniu II wojny światowej powrócono do nadawania odznaczenia w wersji zgodnej z dekretem z 1930 roku. W 1948 roku w myśl nowelizacji dekretu z dnia 29 stycznia 1948 roku rozpoczęto nadawanie odznaczenia za udział w II wojnie światowej. W kolejnych latach dekret ten był wielokrotnie nowelizowany, a nowelizacje te polegały na dopisywaniu nowych konfliktów zbrojnych oraz misji pokojowych i NATO, w których uczestniczyły wojska francuskie.
Odznaczenie jest nadal nadawane.

## Zasady nadawania
Odznaczenie jest nadawane osobom, które uczestniczyły w konfliktach zbrojnych i odpowiadają warunkom zawartym we francuskiej Karcie Kombatanta. W myśl dekretu i kolejnych jego nowelizacji odznaczenie to przysługuje wszystkim osobom, które uczestniczyły w wojnach, konfliktach zbrojnych i misjach pokojowych w składzie wojsk francuskich w okresie od wybuchu I wojny światowej do chwili obecnej.
Lista krajów i działań zbrojnych (okres działań), za które przysługuje odznaczenie:
- I wojna światowa (2 sierpnia 1914 – 11 listopada 1918)
- II wojna światowa (2 września 1939 – 16 sierpnia 1945)
- Afganistan, kraje sąsiednie i wody przybrzeżna (3 października 2001 – 2 października 2013)
- Afryka Północna:
  - Algieria (31 października 1954 – 1 lipca 1964)
  - Maroko (1 lipca 1953 – 2 lipca 1962)
  - Tunezja (1 stycznia 1952 – 2 lipca 1962)
- Kambodża i kraje sąsiednie (1 listopada 1991 – 31 października 1994)
- Kamerun (17 grudnia 1956 – 31 grudnia 1958 i 1 czerwca 1959 – 28 marca 1963)
- Kongo i kraje z nim sąsiadujące (19 marca 1997 – 18 marca 2000)
- Korea (15 września 1945 – 27 lipca 1953)
- Wybrzeże Kości Słoniowej (19 września 2002 – 17 września 2012)
- Gabon (2 czerwca 2003 – 1 czerwca 2011)
- Zatoka Perska i Zatoka Omańska:
  - Operacje morskie w Zatoce Perskiej i Zatoce Omańskiej (30 lipca 1987 – 29 lipca 2003)
  - Region Zatoki Perskiej i Omańskiej (30 lipca 1990 – 29 lipca 2003)
- Indochiny (16 sierpnia 1945 – 11 sierpnia 1954)
- Irak (operacje Ramure i Libage) (1 kwietnia 1991 r. – 20 lipca 1991)
- Liban (22 marca 1978 – 22 marca 2007)
- Liban i Izrael (2 września 2006 – 1 września 2012)
- Madagaskar (30 marca 1947 – 1 października 1949)
- Mauretania (1 stycznia 1957 r. – 31 grudnia 1959 i 1 listopada 1977 – 30 października 1980)
- wschodnia część Morza Śródziemnego (30 października 1956 – 31 grudnia 1956)
- Uganda (2 czerwca 2003 – 1 czerwca 2011)
- Republika Środkowoafrykańska (20 września 1979 – 19 września 1982, 18 maja 1996 – 17 maja 1999 i 3 grudnia 2002 – 12 grudnia 2012)
- Republika Środkowoafrykańska (operacja Minurcat) (25 września 2007 – 24 września 2008, 13 marca 2009 – 14 marca 2011)
- Republika Środkowoafrykańska (operacja Eurofor) (28 stycznia 2009 – 27 stycznia 2010)
- Demokratyczna Republika Konga (2 czerwca 2003 – 1 czerwca 2011, 1 czerwca 2011 – 1 czerwca 2013)
- Rwanda (15 czerwca 1994 – 14 czerwca 1997)
- Somalia (operacja morska i lotnicza) (3 grudnia 1992 – 2 grudnia 1995)
- Somalia (operacja lądowa) (23 września 2008 – 22 września 2013)
- Czad (15 marca 1969 – 31 grudnia 2011)
- Timor Wschodni (16 września 1999 – 15 września 2001)
- Jugosławia (1 stycznia 1992 – 31 grudnia 1994)
- Serbia, Słowenia, Chorwacja (1 stycznia 1995 – 31 grudnia 2009, 1 stycznia 2010 – 31 grudnia 2011)
- Kosowo (10 czerwca 1999 – 9 czerwca 2009)
- Bośnia i Hercegowina (1 stycznia 2003 – 31 grudnia 2009)
- Zair (13 maja 1978 – 12 maja 1981)
- Haiti (19 lutego 2004 – 18 lutego 2012)
- Afganistan (3 października 2001 – 2.10.2013)
- Kenia, Somalia, Jemen, Oman, Dżibuti (operacja Atlanta) (8 grudnia 2008 – 7 grudnia 2010)
- Kenia, Somalia, Jemen, Oman, Dżibuti, Tanzania, Mozambik, Madagaskar (ciąg dalszy operacji Atlanta) (8 grudnia 2010 – 7 grudnia 2013)
- Liberia (1 maja 2011 – 30 kwietnia 2013)
- Libia (operacja Harmattan) (18 marca – 21 października 2011)

## Opis odznaki
Odznaką odznaczenia jest krzyż typu kawalerskiego wykonany z brązu wielkości 36 × 36 mm, z niewielkimi promieniami wzdłuż każdego z boków ramion. W środku umieszczona jest okrągła tarcza, otoczona wieńcem laurowym.
Na awersie odznaki na tarczy znajduje się rysunek kobiety w hełmie z wieńcem laurowym, symbolizującej Republikę Francuską. Wzdłuż obwodu tarczy znajduje się napis RÉPUBLIQUE FRANÇAISE (pol. Republika Francuska). Na rewersie w okrągłej tarczy znajduje się miecz skierowany ostrzem do dołu, w górnej części od miecza wychodzą promienie. Poniżej znajduje się napis CROIX DU COMBATTANT (pol. Krzyż Kombatanta).
Odznaka odznaczenia nadawanego w Państwie Francuskim w okresie od 1941 do 1944 roku miała identyczny awers, natomiast na rewersie umieszczono dodatkowo daty 1939 i 1940.
Odznaczenie jest zawieszone na wstążce orderowej o szer. 37 mm w kolorze niebieskim, na której znajduje się 7 czerwonych pasków o szer. 1,5 mm równomiernie rozmieszczonych. Wstążka odznaczenia nadawanego przez Państwo Francuskie była również koloru niebieskiego, lecz paski były koloru czarnego i było ich 5, dwa po bokach o szer. 4,5 mm i trzy w środku o szer. 2 mm.